# Euskotren série S-200
La série 200 (abrégée UT-200) d'Euskotren est constituée de 20 automotrices électriques couplables en unité multiple, engagées pour sur des services suburbains et régionaux du réseau à voie métrique basque. La première rame a voyagé le 1er février 1986 sur la ligne ferroviaire de Bilbao à Plentzia, entre les gares de San Nicolás (aujourd'hui appelée Zazpikaleak/Casco Viejo) et d'Algorta. 
Les rames S-900 et S-950, construites respectivement durant la période 2011-2014 et à partir de 2016, ont remplacé la série UT-200. Les dernières rames de la série ayant été en service, à savoir les UT-205, 212 et 214, circulaient sur les lignes 1K (entre Amara et Zumaia, intégrée depuis dans la ligne E1) et E4. Actuellement, il n'existe plus que cinq trains dans cette série, dont 4 sont remisés en attente en voie de garage et 1 conservé par le musée basque du Chemin de fer.

## Histoire
La mise au point de cette série de trains a été lancée en 1983 afin de moderniser le parc ferroviaire récupéré par Euskotren à la suite de l'intégration du réseau ferroviaire des Ferrocarriles y Transportes Suburbanos de Bilbao (FTS). Le contrat a été confié à un groupement d'industriels comprenant CAF, Babcock & Wilcox et Westinghouse Electric. 
Le 1er février 1986, la première rame de la série effectua ainsi son premier voyage entre les gares de San Nicolás et Algorta sur la ligne ferroviaire de Bilbao à Plentzia . En plus de la ligne Bilbao-Plentzia, la ligne du Txorierri et la navette Lutxana-Sondika ont commencé à être exploitées. Les rames étaient alors entretenues dans les ateliers Lutxana-Erandio, jusqu'à ce qu'elles soient transférées aux les ateliers de Sopela en 1989 . 
Avec l'ouverture du métro de Bilbao en 1996, les trains de la série UT-200 ont été transférés aux ateliers d'Errenteria ou de Durango, suivant s'ils desservaient les lignes Bilbao-Saint-Sébastien (actuelle ligne E1), Ermua-Eibar, « el Topo » (surnom de l'actuelle ligne E2) ou d'Urdaibai (actuelle ligne E4) . 
La même année, 10 nouvelles remorques (numérotées de 201-4 et 210-4) ont été commandées à l'usine CAF d'Irun, afin d'obtenir des compositions de type Mc-R-R-Mc pour les 10 premières rames de la série. 
En 2000, les autres trains de cette série, c'est-à-dire ceux ayant un numéro compris entre 211 et 220, ont également reçu une quatrième voiture de type remorque.   
En 2011, les S-900 ont été mises en service commercial afin de commencer à remplacer les rames de la série 200. Ce plan de modernisation a été suivi en 2016 par la mise en service d'une autre série, la 950. Après cela, seulement trois rames de la série 200 ont été maintenues en service, à savoir les UT-205, UT-212 et UT-214, sur les lignes 1K (entre Amara et Zumaia, intégrée depuis dans la ligne E1) et E4. Onze rames ont été conservées en réserve et deux autres ont été réformées. 
En 2018, l'ensemble des rames de la série 200 ont été réformés et la plupart ont été démantelées. Cependant, 5 éléments ont été conservés : 
- les UT-205, 206, 213 et 214, remisées dans les voies des ateliers de Lebario, à proximité de Durango ;
- l'UT-215, entretenue par le musée basque du Chemin de fer UT-215[3].

## Caractéristiques
À l'origine, chaque unité ferroviaire était composée de trois voitures : une voiture motrice (Mc) à chaque extrémité et remorque (R) au centre, ce qui donne la composition Mc-R-Mc. Les rames étaient conçues de manière à pouvoir ajouter une deuxième remorque centrale. 
En 1996, la quatrième voiture (de type « remorque ») a été ajoutée à 10 trains de la série, passant ainsi à une composition de type Mc-R-R-Mc. En 2000, les 10 autres trains ont été transformés de la même manière. 
La conception et la production ont été réalisées au pays basque : 
- les motrices ont été construites par l'usine CAF de Beasain ;
- les remorques, de la 201-2 à la 220-2, ont été fabriquées dans l'usine de Babcock & Wilcox à Galindo ;
- les remorques, de la 201-4 à la 220-4, ont été produites dans l'usine CAF d'Irun ;
- les remorques de voitures ont été produites entre 201-4 et 220-4 ;
- l'équipement électrique a été réalisé par l'usine Westinghouse Electric d'Erandio.

En 2008, les rames n°220, 218, 211, 215 et 214 ont été équipées de toilettes. 

## Numérotation de la série
Les rames de la série sont numérotées de 201 à 220. Les deux motrices de chaque rame sont numérotées en suffixant le nom de la rame par -1 ou -3. Les références des remorques s'obtiennent en suffixant -2 pour la première remorque et -4 pour la seconde. 
Ainsi, pour la rame 201, les motrices ont pour numéro 201-1 et 201-3 tandis que les remorques ont pour numéro 201-2 et 201-4. 